# Alessandro Borghi (aktor)
Alessandro Borghi (ur. 19 września 1986 w Rzymie) – włoski aktor, kaskader i model. Nazywany włoskim Bradem Pittem. 

## Życiorys
Po ukończeniu szkoły średniej zapisał się na studia na wydziale ekonomii, ale zaczął regularnie pojawiać się na planach filmowych, spędzając tam czas ze swoim przyjacielem, który był synem kaskadera Giampiero Comanducciego. Trenował full contact, sztuki walki, jeździectwo, boks i szermierkę. Wkrótce pracował jako kaskader przy serialu kryminalnym Canale 5 Wydział śledczy RIS (2005), komedii telewizyjnej Di che peccato sei? (2007) z Toscą D’Aquino i telewizyjnym sensacyjnym dramacie wojennym Canale 5 Nassiryia – Per non dimenticare (2007) z Raoulem Bovą. Jednocześnie dorabiał również jako fotomodel. 
Po raz pierwszy wystąpił w roli aktorskiej jako Martino Benzi w serialu Canale 5 Distretto di Polizia (2006). Za drugoplanową rolę Boccione w komediodramacie Największe marzenie (Il più grande sogno, 2016) i Chicano w dramacie Sergia Castellitty Fortunata (2017) otrzymał Nastro d’argento. Rola inspektora budowlanego Stefano Cucchi, ofiary brutalności policji, w dramacie biograficznym Sześć dni z życia (Sulla mia pelle, 2018) przyniosła mu nagrodę David di Donatello. Jesienią 2022 został obsadzony w roli gwiazdora porno Rocco Siffrediego w serialu Netflixa Supersex (2023).

## Wybrana filmografia
- 2008: Wydział śledczy RIS jako Luciano Orlandi
- 2009: Don Matteo jako Enrico Mastroianni
- 2010: Święty Augustyn jako Kamillus
- 2011: Komisarz Rex jako Edoardo Rovati
- 2013: Detektyw w habicie jako Riccardo Manzi
- 2022: Słońce nad horyzontem (The Hanging Sun) jako John